# Limón (kanton)
Limón is een van de zes gemeenten (cantón) in de provincie Limón in Costa Rica. Het heeft een oppervlakte van 1.765 km² en telt bijna 100.000 inwoners. De hoofdstad is Puerto Limón. Het kanton ligt met de oostzijde aan de Caraïbische Zee en in het westen gaat het op in de Cordillera Central, een gebergte met onder andere de actieve vulkaan Irazú, in de provincie Cartago.
De gemeente werd op 19 augustus 1903 opgericht en is opgedeeld in vier deelgemeenten (distrito): Limón (de eigenlijke stad), Matama, Río Blanco en Valle La Estrella. Door de gemeente stroomt de rivier Estrella, waarnaar deze laatste deelgemeente genoemd is.

## Stedenband
- Verenigde Staten, East Point, Georgia

## Geboren
- Patrick Pemberton (1974), voetballer
- Kurt Bernard (1977), voetballer
- Andy Herron (1978), voetballer
- Winston Parks (1981), voetballer
- Dennis Marshall (1985-2011), voetballer
- Nery Brenes (1985), atleet

Guácimo · Limón · Matina · Pococí · Siquirres · Talamanca